# Fredrik Stuart
Fredrik Magnus Stuart, född den 16 december 1729 i Grums socken, Värmlands län, död den 12 oktober 1798 på Alster i Karlstads socken, samma län, var en svensk militär. Han var son till Gabriel Johan Stuart.
Stuart blev kadett vid artilleriet 1750, sergeant där samma år, styckjunkare 1753, underlöjtnant 1756 och löjtnant 1763. Han blev genom byte löjtnant vid Närkes och Värmlands regemente 1767, kapten där 1773 och sekundmajor 1781. Stuart beviljades avsked 1785. Han blev major och chef för Värmlands fotjägarbataljon 1789 och beviljades avsked 1794. Stuart blev riddare av Svärdsorden 1779. Han är begraven på Östra Fågelviks kyrkogård.